# بطريركية الأرمن الكاثوليك (القدس)

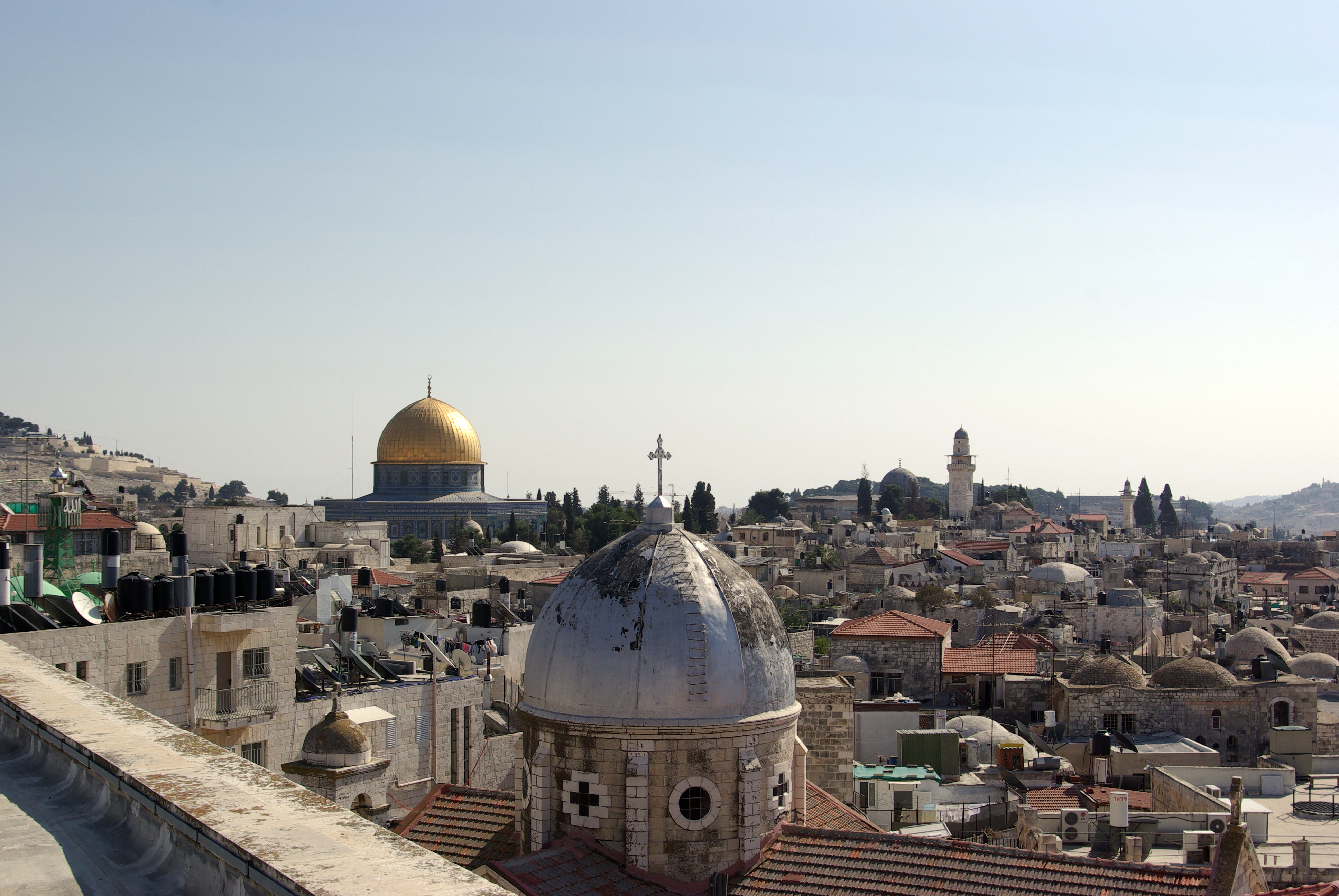
كنيسة أوجاع العذراء للأرمن الكاثوليك من سطح التكية النمساوية، وخلفها قبة الصخرة.

كنيسة أوجاع العذراء أو بطريركية الأرمن الكاثوليك هي دير وكنيسة للأرمن الكاثوليك اُنشئت عام 1872 داخل أسوار البلدة القديمة لمدينة القدس، في حارة الواد بالقرب من الزاوية الأفغانية على قطعة الأرض المعروفة بـ «حمام السلطان».